# Oedignatha platnicki
Espèce
Oedignatha platnicki est une espèce d'araignées aranéomorphes de la famille des Liocranidae.

## Distribution
Cette espèce se rencontre en Chine à Hong Kong et à Taïwan.

## Description
Le mâle décrit par Chen et Huang en 2009 mesure 6,54 mm et la femelle 6,77 mm.

## Étymologie
Cette espèce est nommée en l'honneur de Norman I. Platnick.

## Publication originale
- Song & Zhu, 1998 : A new genus and two new species of Hong Kong spiders (Gnaphosidae, Corinnidae). Journal of Hebei Normal University, Natural science edition, vol. 22, p. 104-108.